# Robert Kurz
Robert Kurz (Nuremberga, 24 de dezembro de 1943 - 18 de julho de 2012) foi um filósofo e ensaísta alemão. Participou de uma vertente de reinterpretação da obra de Marx, denominada na Alemanha Wertkritik ('crítica do valor'). Sua área de interesse abrangeu a teoria da crise e da  modernização, a análise crítica do sistema mundial capitalista, a crítica do iluminismo e a relação entre cultura e economia. 
Em 1989, Kurz participou da criação da revista Krisis (e do grupo epônimo), em torno da qual se desenvolveu a Wertkritik. O grupo obteve uma certa notoriedade em 1999, quando da publicação do "Manifesto contra o Trabalho", escrito por Robert Kurz, Ernst Lohoff e Norbert Trenkle. Em 2003, o filósofo Anselm Jappe, em seu livro As aventuras da mercadoria - para uma nova crítica do valor (Lisboa: Antígona, 2006), apresentou os desenvolvimentos teóricos desse autores. 
Em abril de 2004 o grupo Krisis sofre uma cisão, e Robert Kurz, Roswitha Scholz e Claus Peter Ortlieb criam um novo grupo, em torno da revista EXIT! - Kritik und Krise der Warengesellschaft ('EXIT! - Crítica e Crise da Sociedade da Mercadoria').
Robert Kurz é autor de O Colapso da Modernização (1991) (Der Kollaps der Modernisierung), entre outros livros. Publicava regularmente ensaios em jornais e revistas da Alemanha, Áustria, Suíça e Brasil.
Morreu aos 18 de julho de 2012, com 69 anos de idade após uma cirurgia nos rins.

## Obras
- 1978: Vorhut oder Nachtrab. Eine Kritik der politischen Dekadenz in der marxististisch-leninistischen Bewegung am Beispiel des Kommunistischen Arbeiterbundes Deutschlands (KABD)
- 1988: Auf der Suche nach dem verlorenen sozialistischen Ziel. Manifest für die Erneuerung revolutionärer Theorie, Verlag Marxistische Kritik, ISBN 3-927444-00-6
- 1991: Honeckers Rache. Zur politischen Ökonomie des wiedervereinigten Deutschlands, Tiamat, ISBN 3-923118-62-7
- 1993: Der Letzte macht das Licht aus. Zur Krise von Demokratie und Marktwirtschaft, Tiamat, ISBN 3-923118-88-0
- 1994: Der Kollaps der Modernisierung. Vom Zusammenbruch des Kasernensozialismus zur Krise der Weltökonomie, Reclam Leipzig, ISBN 3-379-01503-2
- 1999: Die Welt als Wille und Design. Postmoderne, Lifestyle-Linke und die Ästhetisierung der Krise, Bittermann, ISBN 3-89320-024-X
- 1999: Schwarzbuch Kapitalismus. Ein Abgesang auf die Marktwirtschaft, Eichborn, ISBN 3-8218-0491-2
- 2000: Marx lesen. Die wichtigsten Texte von Karl Marx für das 21. Jahrhundert, Eichborn, ISBN 3-8218-1644-9
- 2003: Weltordnungskrieg. Das Ende der Souveränität und die Wandlungen des Imperialismus im Zeitalter der Globalisierung, Horlemann, ISBN 3-89502-149-0
- 2003: Die antideutsche Ideologie. Vom Antifaschismus zum Krisenimperialismus: Kritik des neuesten linksdeutschen Sektenwesens in seinen theoretischen Propheten. ISBN 3-89771-426-4
- 2004: Die Substanz des Kapitals. Abstrakte Arbeit als gesellschaftliche Realmetaphysik und die absolute innere Schranke der Verwertung. Erster Teil in "Exit! 1", Horlemann, ISBN 3-89502-183-0
- 2004: Blutige Vernunft. Essays zur emanzipatorischen Kritik der kapitalistischen Moderne und ihrer westlichen Werte, Horlemann, ISBN 3-89502-182-2
- 2005: Die Substanz des Kapitals. Abstrakte Arbeit als gesellschaftliche Realmetaphysik und die absolute innere Schranke der Verwertung. Zweiter Teil in "Exit! 2", Horlemann, ISBN 3-89502-196-2
- 2005: Das Weltkapital. Globalisierung und innere Schranken des modernen warenproduzierenden Systems, Tiamat, ISBN 3-89320-085-1
- 2005: Der Alptraum der Freiheit. Perspektiven radikaler Gesellschaftskritik, Verlag Ulmer Manuskripte, ISBN 3-934869-38-6
- 2006-2008: Geschichte als Aporie. Vorläufige Thesen zur Auseinandersetzung um die Historizität von Fetischverhältnissen, theory in progress @ www.exit-online.org
- 2007: Grau ist des Lebens goldner Baum und grün die Theorie. Das Praxis-Problem als Evergreen verkürzter Gesellschaftskritik und die Geschichte der Linken in "Exit! 4", Horlemann, ISBN 3-89502-230-6
- 2008: Der Unwert des Unwissens. Verkürzte „Wertkritik“ als Legitimationsideologie eines digitalen Neo-Kleinbürgertums in "Exit! 5", Horlemann, ISBN 978-3-89502-266-1
- 2008: Tote Arbeit. Die Substanz des Kapitals und die Krisentheorie von Karl Marx, Horlemann, ISBN 978-3-89502-226-5
- 2012: Geld ohne Wert. Grundrisse zu einer Transformation der Kritik der politischen Ökonomie.Horlemann Verlag, ISBN 978-3-89502-343-9
- 2013: Weltkrise und Ignoranz. Kapitalismus im Niedergang. Ausgewählte Schriften. Edition Tiamat, ISBN 978-3-89320-173-0
- 2013: Der Tod des Kapitalismus. Marxsche Theorie, Krise und Überwindung des Kapitalismus (Ausgewählte Schriften), Laika-Verlag, ISBN 978-3-942281-59-1